# Mandāwār
Mandāwār är en ort i Indien.   Den ligger i distriktet Jhālāwār och delstaten Rajasthan, i den centrala delen av landet, 500 km söder om huvudstaden New Delhi. Mandāwār ligger 324 meter över havet och antalet invånare är 10 108.
Terrängen runt Mandāwār är platt. Runt Mandāwār är det ganska tätbefolkat, med 222 invånare per kvadratkilometer. Närmaste större samhälle är Jhālrapātan, 8,0 km sydväst om Mandāwār. Trakten runt Mandāwār består till största delen av jordbruksmark.